# Jon Ola Sand
Jon Ola Sand (Oslo, 21 de dezembro de 1961) é um executivo de televisão norueguês, e trabalha para a estação pública norueguesa, a Norsk Rikskringkasting (NRK).
Sand tem 15 anos de experiência a trabalhar com as maiores produções e co-produções na NRK e na TV 2, bem como para empresas de produção independentes. Sand é um membro da Academia Internacional das Artes & Ciências Televisivas. Sand tem produzido e realizado vários programas, como o Concerto do Prémio Nobel da Paz, o Norwegian Film Awards e a selecção nacional norueguesa para o Festival Eurovisão da Canção, o Melodi Grand Prix.
Em 2010, Sand foi designado como Produtor Executivo do Festival Eurovisão da Canção 2010, realizado em Oslo, Noruega. Sand é o produtor de televisão para o canal de televisão norueguês NRK, que foi a responsável por acolher o festival em 2010.
A 26 de Novembro de 2010, Sand foi designado Supervisor Executivo do Festival Eurovisão da Canção e do Festival Eurovisão da Canção Júnior, depois de Svante Stockselius resignar aos postos. Jon Ola Sand entrou em funções a 1 de Janeiro de 2011.